# 観察者効果
観察者効果（かんさつしゃこうか、英: observer effect）または観測者効果（かんそくしゃこうか）という用語は、文脈によって様々な意味があり、それらの一部は相互に関連している。

## 自然科学
科学における観察者効果とは、観察するという行為が観察される現象に与える変化を指す。例えば、電子を見ようとすると、まず光子が電子と相互作用しなければならず、その相互作用によって電子の軌道が変化する。原理的には他の直接的でない観測手段でも電子に影響を与える。実際の観察をしなくても、電子が観測可能な位置に単に入っただけでも、理論上はその位置が変化してしまう。
物理学では、より一般的な観察者効果として、機器による観測で観測対象の状態を必然的に変化させてしまうことを指すこともある。例えば電子工学において、電流計や電圧計は、測定対象の回路に接続する必要があり、それら計器が接続されることで測定対象の電流や電圧が影響を受ける。同様に温度計は、温度を記録するために何らかの熱エネルギーのやりとりをしなければならず、測定対象の温度に影響を与える。
量子力学の不確定性原理は観察者効果とよく混同される。ハイゼンベルクは当初、測定による撹乱で不確定性が現れると説明して、不等式を導入した。これは観察者効果を示している。一方でこれとは別の不等式として、同一の量子状態の系を多数用意して測定をしたときの標準偏差についての関係式（ケナードの不等式またはロバートソンの不等式）があり、通常こちらが不確定性関係の式と呼ばれる。この式は量子系自体のゆらぎを表しており、1回ごとに1つの物理量を誤差なく正確に測定したときの関係式であって、測定による撹乱の効果ではない。ハイゼンベルクの測定による撹乱についての不等式は、2003年に小澤正直によって修正された。
量子力学における関連する問題として、量子系には後に行われうる全ての測定に対応した属性が事前に存在しているか、という問題がある。それを肯定する立場を「実在論」（realism）と呼ぶが、この意味での実在論という用語は、哲学的実在論や科学的実在論よりも限定的な意味とされている。量子力学における最近の実験で、実在論にサヨナラを言わなければならない結果が得られたと言われているが、その論文の筆者は単に「我々は…実在論のある直観的属性を放棄する必要がある」とだけ書いている。これらの実験は、測定行為と測定対象の系との関係を示した。なお、量子力学を数学的に整備したジョン・フォン・ノイマンは、1932年の著書 『量子力学の数学的基礎』において、物心並行論(精神が物理現象に直接的に影響を与えることはないとする考え)は「科学的世界観にとって基本的な要請」であるとし、観測者の意識が現象を決定するかのような考え方には否定的な前提から、実験系と測定側の境界をどこにでも置けなければならないことを導いた。

## コンピュータ関連用語
他の節で説明されている観察者効果からの類推で、コンピュータにおいても「観察者効果」といった用語が使われる現象がある。いくつかの例を挙げる。
プロセス実行中にプロセスの出力を観察する行為はプロセスに影響を与える。例えば、プロセスの進行状況を記録するためにデータログを採取すると、プロセスはその採取処理の負荷の分だけ低速になる。さらに、プロセス実行中にそのファイルを見るという行為によって、対象プロセスでI/Oエラーが生じる可能性があり、結果としてプロセスが停止することにもなる。
単一CPUで性能測定を行うとき、測定対象プロセスと測定プロセスが動作すると測定プロセスによって測定対象プロセスの性能情報が影響を受け、不正確になる（特に最近のキャッシュメモリやパイプラインに依存したCPUではその傾向が強くなる）。
実行中プログラムのソースコードを修正しながらデバッグするとき（出力を追加したり、ログ採取したり）、あるいはデバッガを使って実行する場合、ある種のバグによる現象は変化したり発生しなくなったりする。そういった類いのバグは、一般に特定が非常に難しいことが多い（特異なバグ参照）。

## 社会科学
社会科学および一般的意味において、観察者効果とは、見られていると意識したときに行動が変化する現象を指す（ホーソン実験、観察者のパラドックス）。例えば、軍隊では、抜き打ち検査は兵士が平常時にどれだけ準備できているかを見るが、予定された検査では準備できている状態での兵士のパフォーマンスを見る。

## 観察者バイアス
関連する社会科学用語として観察者バイアス（英: observer bias　心理学用語では実験者効果）がある。これは、観察者が見出すことを期待している行動を意識しすぎて、それ以外の行動に気づかないという測定における誤差である。医学の試験で単盲検法ではなく二重盲検法が使われるのはこのためである。